# Araneus ventricosus
Araneus ventricosus là một loài nhện trong họ Araneidae.
Loài này thuộc chi Araneus. Araneus ventricosus được Ludwig Carl Christian Koch miêu tả năm 1878.

## Hình ảnh

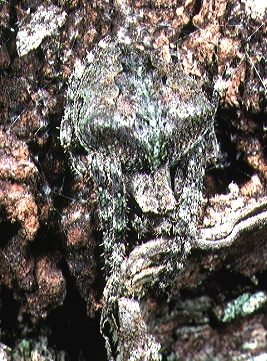
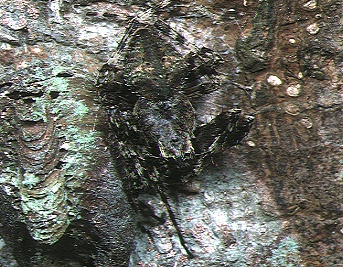
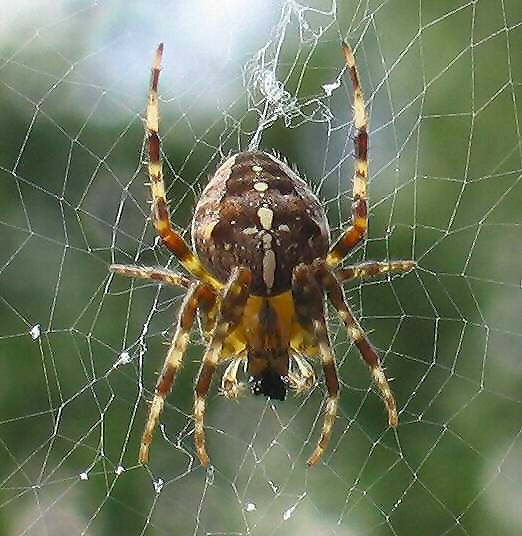
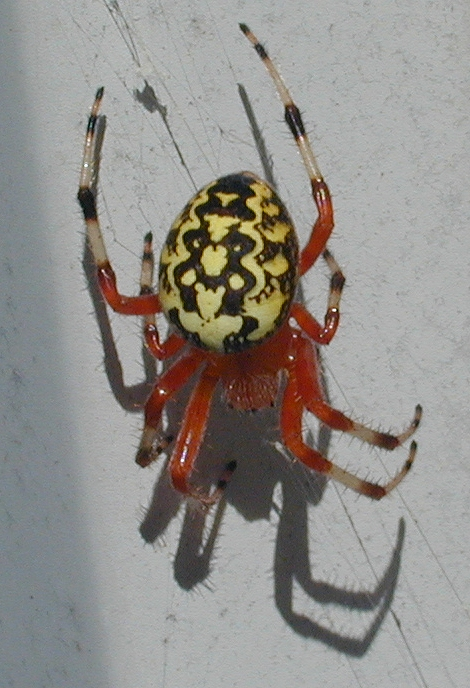

## Phân loài
Loài này gồm các phân loài:
- Araneus ventricosus abikonus
- Araneus ventricosus globulus
- Araneus ventricosus hakonensis
- Araneus ventricosus ishinodai
- Araneus ventricosus kishuensis
- Araneus ventricosus montanioides
- Araneus ventricosus montanus
- Araneus ventricosus nigelloides
- Araneus ventricosus nigellus
- Araneus ventricosus yaginumai